# John W. Langley

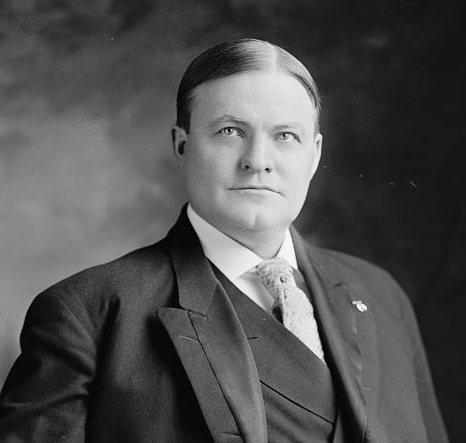
John W. Langley

John Wesley Langley (* 14. Januar 1868 im Floyd County, Kentucky; † 17. Januar 1932 in Pikeville, Kentucky) war ein US-amerikanischer Politiker. Zwischen 1907 und 1926 vertrat er den Bundesstaat Kentucky im US-Repräsentantenhaus.

## Werdegang
John Langley besuchte die öffentlichen Schulen seiner Heimat und war danach selbst drei Jahre lang als Lehrer tätig. Nach einem anschließenden Jurastudium in Washington, D.C. wurde er als  Rechtsanwalt zugelassen. Danach arbeitete er für die Rentenbehörde. Außerdem gehörte er einem Ausschuss an, der sich mit Einsprüchen gegen Rentenbescheide befasste. Danach arbeitete Langley in der Rechtsabteilung des General Land Office. Schließlich war er zwischen 1899 und 1907 beim United States Census Bureau angestellt.
Politisch war Langley Mitglied der Republikanischen Partei. Zwischen 1886 und 1890 saß er als Abgeordneter im Repräsentantenhaus von Kentucky. Bei den Kongresswahlen des Jahres 1906 wurde er im zehnten Wahlbezirk von Kentucky in das US-Repräsentantenhaus in Washington gewählt, wo er am 4. März 1907 die Nachfolge  des Demokraten Francis A. Hopkins antrat. Nach neun Wiederwahlen konnte er bis zu seinem Rücktritt am 11. Januar 1926 im Kongress verbleiben. Zwischen 1919 und 1925 war er Vorsitzender des Ausschusses zur Verwaltung der öffentlichen Liegenschaften. In seine Zeit im US-Repräsentantenhaus fiel der Erste Weltkrieg. Außerdem wurden damals der 16., der 17., der 18. und der 19. Verfassungszusatz ratifiziert.
Nach seinem Ausscheiden aus dem Kongress praktizierte John Langley in Pikeville als Anwalt. Dort ist er am 17. Januar 1932 auch verstorben. Seine Frau Katherine war zwischen 1927 und 1931 ebenfalls Kongressabgeordnete aus Kentucky.